# SV Lindenau 1848
Der SV Lindenau 1848 e. V. ist nach dem ATV Leipzig der zweitälteste Sportverein der Stadt Leipzig und einer der ältesten in Deutschland. Der heute mehr als 800 Mitglieder starke Verein hat sich sowohl dem Breiten- als auch dem Leistungssport verschrieben. Das Vereinsgelände Charlottenhof liegt im Leipziger Stadtteil Lindenau.

## Geschichte des SV Lindenau 1848 e.V.

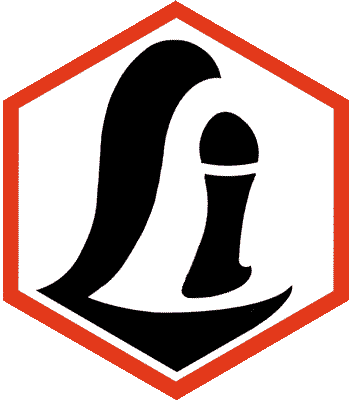
Logo der TSG 1848 Leipzig-Lindenau von 1924

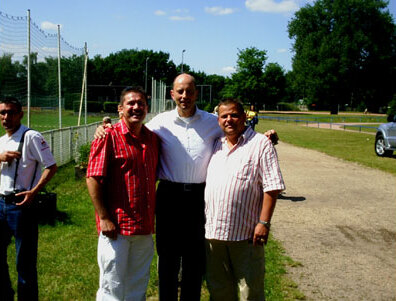
Wolfgang Tiefensee, ehem. Vereinsvorsitzender Robby Müller (l.) und früherer Abteilungsleiter Fußball Holger Fuchs (r.)

Am 14. Juli 1848 wurde der Allgemeine Turnverein (ATV) in Lindenau gegründet. Lindenau war zu dieser Zeit ein Dorf außerhalb Leipzigs Stadtgrenzen mit 2500 Einwohnern.
Am 24. April 1860 fand die Gründung des Männerturnvereins Lindenau (MTV) auf Anregung von Ferdinand Goetz statt, der sich im Frühjahr 1855 als praktischer Arzt in Lindenau niedergelassen hatte. Am 24. Juni wurde der erste Turnplatz eingeweiht. Am 17. Oktober 1861 beging man das Richtfest für die Turnhalle, 1875 fand die Weihveranstaltung für die neue Halle des Männerturnvereins in der Guths-Muths-Straße statt.
Auflistung im Jahrbuch der Turnvereine Deutschlands 1963:
- 79 Vereinsmitglieder und 85 Turnschüler im ATV Lindenau
- 177 Mitglieder und 102 Turnschüler im Männerturnverein
- Beide Vereine verfügen über eine eigene Turnhalle.

Im Jahr 1882 wurde schließlich der Lindenauer Turnverein (LTV) als letzter der drei Stammvereine des SV Lindenau 1848 gegründet.
Mit Beginn des Jahres 1891 wurde Lindenau in das nun schnell wachsende Stadtgebiet von Leipzig eingemeindet.
Die Turn- und Sportgemeinde (TSG) 1848 Leipzig-Lindenau ging 1921, zunächst als Arbeitsgemeinschaft, aus dem Zusammenschluss der drei Lindenauer Vereine hervor. 1923 wurde der Sommervergnügungspark „Charlottenhof“ durch die TSG erworben und am 25. Mai 1924 als „Sportpark Charlottenhof“ eröffnet. Am 26. Juli 1925 fand schließlich die Einweihung des Sportparks mit Halle, Bad, zwei Spielplätzen und einer Fechtbahn statt.
Nach der aus dem Ende des Zweiten Weltkrieges folgenden Zwangsauflösung und Enteignung der TSG 1848 Leipzig-Lindenau entstand als einer der ersten Leipziger Sportvereine 1946 die Sportgemeinschaft Lindenau-Aue mit zunächst sechs Sektionen. 1949 fand die Errichtung der Zentralsportgemeinschaft (ZSG) Industrie Leipzig mit 20 volkseigenen Betrieben als Träger statt. Im Rahmen der sich nun aufbauenden sozialistischen Sport-Strukturen entstand am 1. August aus der (Abteilung Konsum) der ZSG Industrie Leipzig die Betriebssportgemeinschaft (BSG) Konsum Leipzig mit zehn Sektionen und 691 Mitgliedern. Träger war die Konsumgenossenschaft der Stadt Leipzig.
Am 1. Juni 1953 fand schließlich die Gründung der noch immer von der Konsumgenossenschaft getragenen Betriebssportgemeinschaft (BSG) Empor Lindenau mit elf Sektionen statt, wobei die Sektionen Leichtathletik, Schwimmen und Handball zu staatlichen Schwerpunkten der DDR erklärt und besonders gefördert wurden (vergleichbar mit den heutigen Leistungszentren).
Im Rahmen des sich durch die deutsche Wiedervereinigung umstrukturierenden Vereinswesens auf dem Gebiet der DDR fand am 16. Juni 1990 die Umbenennung in den gemeinnützigen Verein SV Lindenau 1848 e. V. statt.
Das Vereinsgelände Charlottenhof war vom 18. bis 25. Mai 2002 einer der Hauptschauplätze des 31. Deutschen Turnfestes.
Die Abteilung Leichtathletik feierte ihr 60-jähriges Jubiläum im Jahr 2005. Am 28. Juni 2005 stattete anlässlich des 6. Lindenauer Stadtteilfestes der damalige Oberbürgermeister der Stadt Leipzig, Wolfgang Tiefensee, dem Verein nach einem gemeinsamen Hubschrauberflug einen Besuch ab.
Im März 2015 hat die Abteilung Fußball des SV Lindenau 1848 für ihre Bemühungen um die Integration von Flüchtlingen den DFB-Integrationspreis 2014 erhalten.

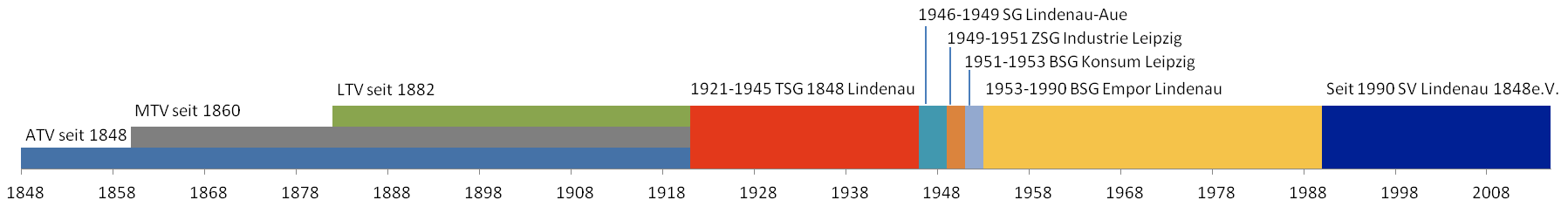
Zeitliche Entwicklung der Entstehung und der ehemaligen Namen des SV Lindenau 1848 e. V.

| Jahr | Mitgliederzahl |
| ---- | -------------- |
| 1945 | 2.514          |
| 1979 | 1.671          |
| 1997 | .0751          |
| 2012 | .0502          |
| 2014 | .0556          |
| 2019 | .0669          |

## Abteilungen

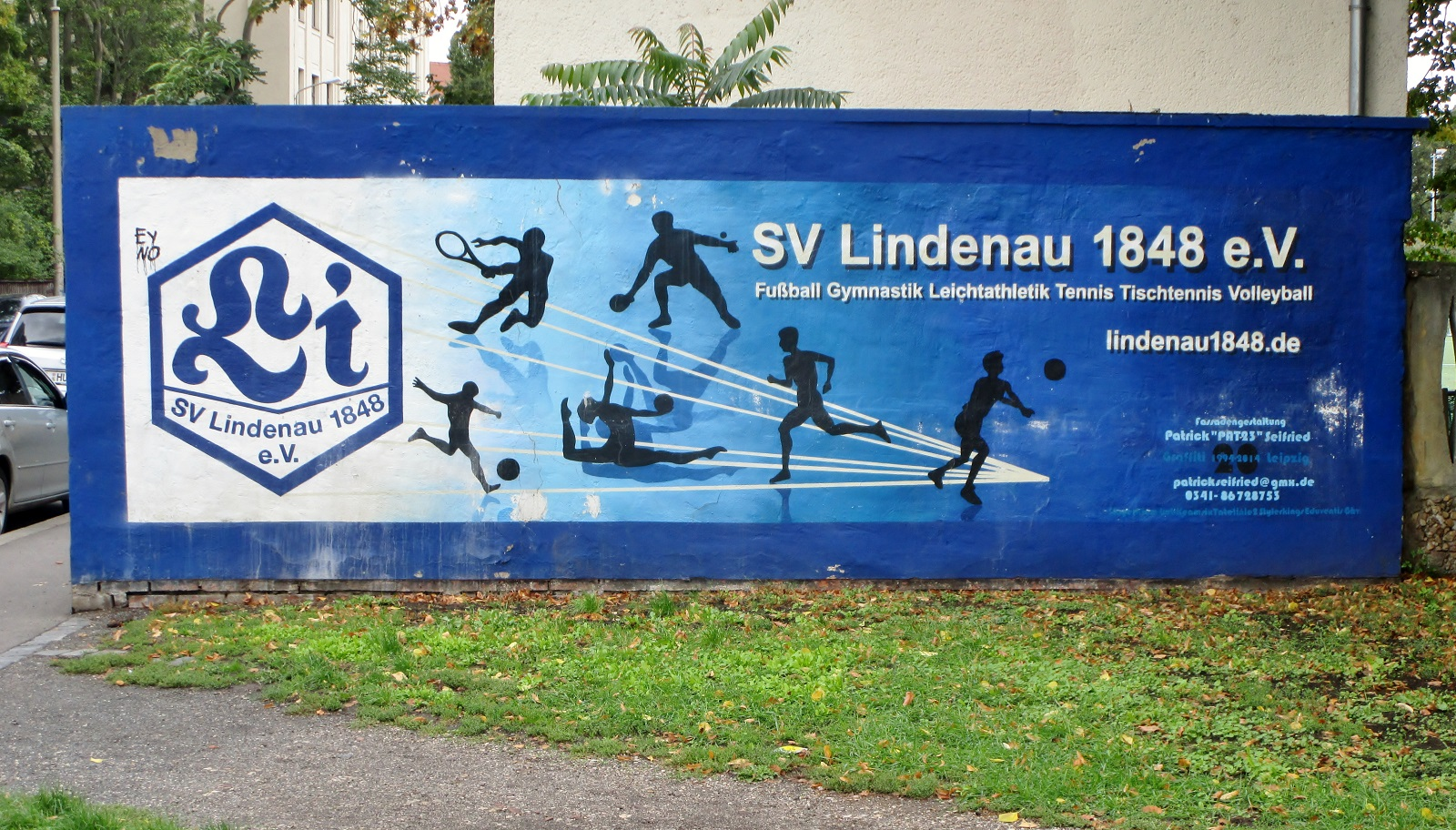
SV Lindenau 1848 Vereinswerbung

### Leichtathletik
Einer der ersten in der Leichtathletik erfolgreichen Sportler der damaligen TSG 1848 Lindenau war Friedrich Prehn (1. Platz bei den deutschen Meisterschaften im 50-km-Gehen 1937, 1939 und 1949, Vizemeister 1934, 1936, 1940 und 1941), der von 1937 bis Kriegsende für den Verein startete.
Eine eigene Leichtathletikabteilung ist seit 1945 im Verein angesiedelt und hat gegenwärtig ca. 100 Mitglieder. Die Sportler der Abteilung nehmen regelmäßig an Landesmeisterschaften, süddeutschen, deutschen und internationalen Meisterschaften teil.
2015 ist die Abteilung Leichtathletik aufgrund ihrer erfolgreichen Kinder- und Jugendarbeit zum Talentstützpunkt des Landessportbundes Sachsen ernannt worden.
Erfolge der Abteilung Leichtathletik
Insgesamt brachte die Abteilung Leichtathletik der damaligen BSG Empor Lindenau von 1949 bis 1990 45 DDR-Meister im Einzel und der Mannschaft hervor. Allein von 1950 bis 1954 wurden sechs DDR-Rekorde im Diskuswurf aufgestellt.
Bereits 1949 wurde Lindenau ein Leistungszentrum der Leichtathletik in der neu gegründeten DDR. Die ersten Trainer waren unter anderem die Sportfreunde Brummer und Horn. Über diese Anfänge berichtete Alfred Horn im Jahr 1997:
„Die besten Trainer aus der Vorkriegszeit im Raum Leipzig wurden für die Trainingsarbeit verpflichtet, wie Emil Hirschfeld, Weltrekordler im Kugelstoßen von 1928 und Olympiateilnehmer in Los Angeles 1932, Hans Gerber und andere […]. In dieser Zeit war Empor Lindenau überhaupt der stärkste Leistungsträger in der DDR, 60 % aller DDR-Meister und 40 % aller DDR-Rekorde wurden von unseren Athleten aufgestellt.“
Zu den erfolgreichen Sportlern dieser Ära zählen u. a.:
- Rolf Bäslack (1. Platz bei den DDR-Meisterschaften im 400-Meter-Lauf 1950 und 1951 sowie 1950 im 800-Meter-Lauf)
- Erhard Bohla (1. Platz bei den DDR-Meisterschaften im 800-Meter-Lauf 1951)
- Karl Scholz (1. Platz bei den DDR-Meisterschaften im 400-Meter-Hürdenlauf 1951 und 1952 und 1. Platz bei den DDR-Meisterschaften im 200-Meter-Hürdenlauf 1952 sowie 1. Platz bei den DDR-Meisterschaften im Weitsprung 1950 und 1952)
- Ruth Wiederhold (1. Platz bei den DDR-Meisterschaften im Diskuswurf 1949, 1951, 1953 und 1954)
- Karl Kröniger (1. Platz bei den DDR-Meisterschaften im Speerwurf 1948, 1950, 1952 und 1953)
- Irmgard Müller (1. Platz bei den DDR-Meisterschaften im Speerwurf 1953)
- Die 4-mal-400-Meter-Staffel von Konsum Leipzig/Empor Lindenau der Herren (1. Platz bei den DDR-Meisterschaften in der 4-mal-400-Meter-Staffel 1950 und 1951)

Die spätere Bahnrad-Olympiasiegerin Petra Roßner betrieb vor ihrer Radsport-Karriere Leichtathletik bei Empor Lindenau.
Ebenfalls begann Andrea Bienias, die Halleneuropameisterin von 1986 im Hochsprung, ihre Karriere bei Empor Lindenau.
Auch nach dem Ende der DDR konnten die Sportler des SV Lindenau 1848 zahlreiche (internationale) Erfolge feiern:
- Platz 6 – Senioren-EM (1996)
- Platz 8 – Junioren-WM (1996)
- Vizeweltmeister und Platz 4 – Senioren-WM (1999)
- Europameister und Platz 6 – Senioren-EM (2000)
- Platz 5 – Senioren-EM (2002)
- 3-mal Weltmeister – Werfer-Mehrkampf Senioren (2005)
- 14-mal Deutsche Meister,
- 5-mal Deutsche Vizemeister, 8-mal Platz 3

Zahlreiche Erfolge konnte die Geherin Gabriele Herold erreichen:
- 8. Platz bei den Juniorenweltmeisterschaften
- 3-mal Deutsche Meisterin
- 6-mal Deutsche Vizemeisterin
- 2-mal Süddeutsche Meisterin
- 10-mal Landesmeisterin und Siegerin im Deutschen Geherpokal

### Fußball

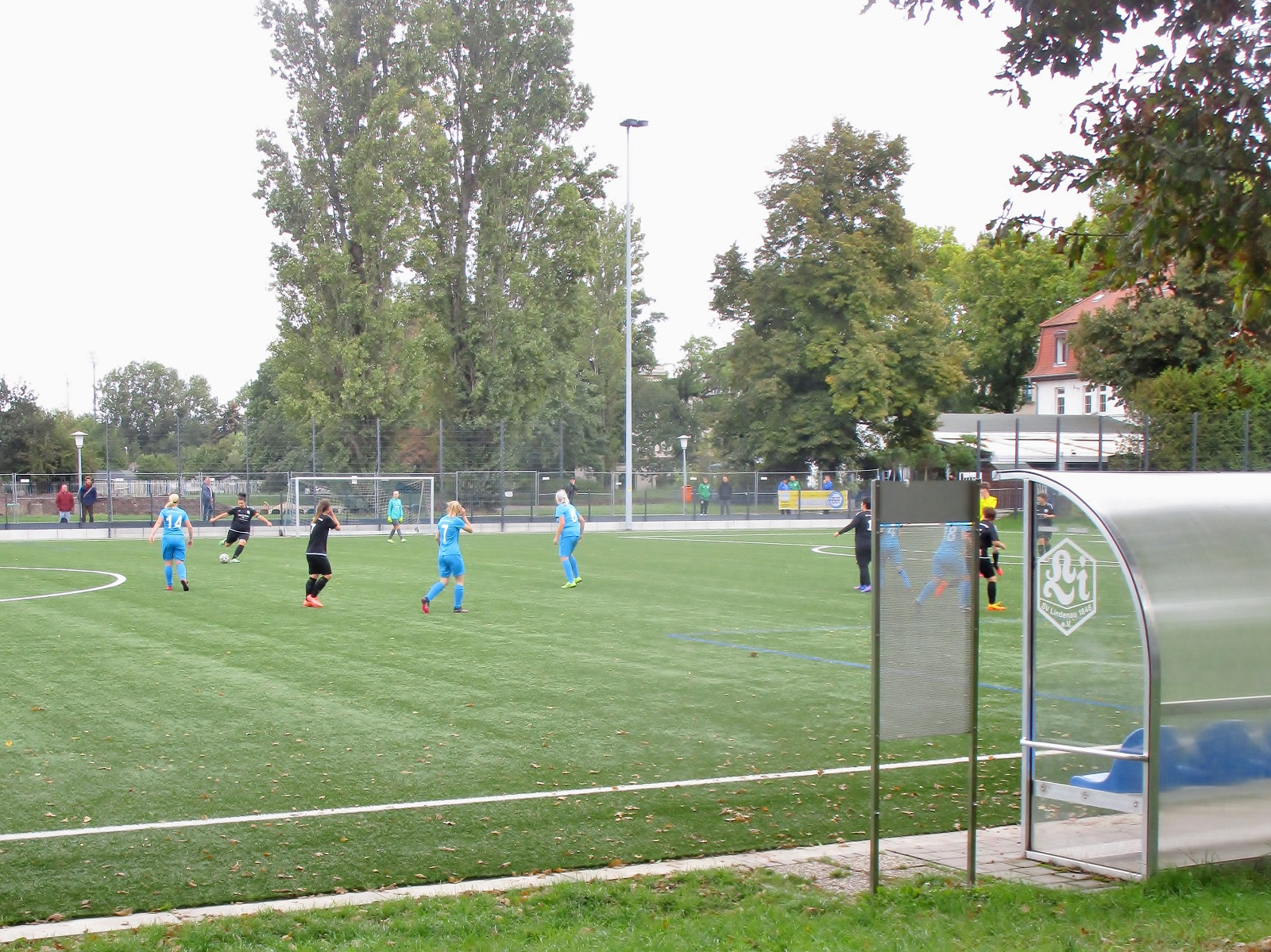
Heimspiel im Frauenfußball für den SV Lindenau 1848

Am 15. Februar 1899 fand die Gründung einer Spielvereinigung innerhalb des ATV Lindenau statt. Diese spaltete sich am 5. Februar 1905 vom ATV ab, es kam zur Gründung der damals sehr erfolgreichen Spielvereinigung Leipzig-Lindenau, die noch heute als Spielvereinigung 1899 Leipzig existiert. Nichtsdestotrotz spielte auch die Lindenauer Turnerschaft weiterhin in den Ligen der Deutschen Turnerschaft Fußball, nach einer Großfusion der drei Lindenauer Turnvereine im Jahre 1923 zur TSG 1848 Lindenau dann ab 1924 auf dem eigenen Sportparkgelände am Charlottenhof.
Die mit aktuell fast 430 Angehörigen mitgliederstärkste Abteilung Fußball ist seit 1992 im Verein und ging aus ca. 40 Fußballern der BSG Stahl Megu und 20 Fußballern des SV Vorwärts Leipzig hervor. Es gibt mehrere Herren- und eine Frauenmannschaft. Im Fußball-Nachwuchsbereich ist der SV Lindenau 1848 in allen Altersklassen vertreten.
Als jüngste Erfolge der Abteilung Fußball sind der Aufstieg der 1. Herrenmannschaft in die Stadtliga Leipzig 2014 sowie die Stadtpokalfinalteilnahme 2012/13 und das Erreichen der 3. Runde des Wernesgrüner Sachsenpokals 2013/14 zu nennen.
Für ihr Bemühungen um die Integration von Flüchtlingen hat die Abteilung Fußball den DFB-Integrationspreis 2014 in der Kategorie „Verein“ erhalten.

### Gymnastik
Aus der traditionellen Turnabteilung des Vereins entstand 1990 die Abteilung Gymnastik mit den damaligen Mitgliedern.

### Roundnet
Seit 2021 existiert die Abteilung Roundnet, die sowohl in der Bundesliga als auch den nachfolgenden Ligen aktiv ist.

### Tennis
Die Abteilung Tennis besteht seit 1953 im Verein und zählt ca. 50 Mitglieder über alle Altersklassen verteilt. Im Wettkampfbetrieb ist der SV Lindenau 1848 mit einer Kindermannschaft „U14“, einer „Herren 30“ sowie einer 1. und einer 2. Herrenmannschaft vertreten.

### Tischtennis
Die Abteilung ist seit 1965 im Verein angesiedelt und hat ca. 40 Mitglieder. Im Spielbetrieb des Tischtennisverbandes Leipzig ist der SV Lindenau 1848 sowohl im Nachwuchs- als auch Erwachsenenbereich mit mehreren Mannschaften aktiv.

### Volleyball
In der Sportart Volleyball hat der SV Lindenau 1848 eine Freizeitmannschaft.

### Hockey (bis 1992)
In der Hockeyabteilung der SG Lindenau-Aue, Vorgänger von Empor Lindenau, fanden sich nach dem Krieg Spieler verschiedener ehemaliger Leipziger Vereine zusammen. Größter Mannschaftserfolg der Abteilung war der DDR-Meistertitel im Feldhockey der Herren 1987.
Zahlreiche Spieler von der BSG Empor Lindenau wurden in die Nationalmannschaft der DDR berufen. Genannt seien hier nur Dieter Klauß (Olympiateilnehmer 1968; mit 145 Einsätzen Rekordnationalspieler der DDR), Eckhard Wallossek (Olympiateilnehmer 1968, 120 Länderspiele), und Matthias Schmidt (105 Länderspiele).
Im November 1992 kam es zur Ausgründung der Abteilung Hockey als HC Lindenau Grünau Leipzig e. V.

### Handball
Die Feldhandball-Abteilung der TSG Lindenau gelang zu Spielzeit 1938/39 der Aufstieg in die erstklassige Handball-Gauliga Sachsen. In den 1950er Jahren verfügten die BSG Konsum und die BSG Empor Leipzig-Lindenau über eine erfolgreiche Sektion Handball. Die Männermannschaft der BSG Konsum stieß 1951 als sächsischer Landesmeister in der Endrunde der DDR-Meisterschaft im Hallenhandball bis in das kleine Finale vor und unterlag erst dort dem Mecklenburger Vertreter Anker Rostock mit 2:7. In der Saison 1951/52 traten die Handballer als BSG Empor Leipzig-Lindenau an. Die Männer wurden in der Halle erneut Landesmeister und spielten in der DDR-Meisterschaftsrunde wieder um den Titel. Wieder erreichte die Mannschaft das kleine Finale, konnten sich diesmal aber mit einem 7:6-Sieg über Thüringens Meister Stahl Fraureuth den dritten Platz sichern.
Als zur Saison 1953/54 der DDR-Meister im Feldhandball der Frauen erstmals durch die DDR-Liga ermittelt wurde, nahmen von den beteiligten neun Mannschaften drei Leipziger Betriebssportgemeinschaften teil, unter denen sich auch die BSG Empor Lindenau befand. Bei ihrem ersten Auftritt erreichte sie Platz vier und war auch in den folgenden drei Spielzeiten in der Handball-Liga vertreten. 1957 mussten die Lindenauer Frauen als Letzte in ihrer Staffel aus der Liga absteigen. Eine Rückkehr in den Spitzenhandball gab es nicht mehr.